# Миколаївське Свято-Микільське братство

## Історія виникнення
До революції в місті Миколаєві існувало кілька братств, в тому числі одне — при Свято-Нікольській (полкової) церкві 58-го пішого Празького полку. Статут його офіційно був затверджений 8 березня 1907 протопресвітером військового та морського духовенства. Відкриття відбулося трохи пізніше — 6 серпня. Ініціаторами створення братства можна вважати командира полку А. Д. Нечволодова і полкового священика Михайла Малявінського. Створенню братства сприяло нещодавне закінчення російсько-японської війни. На той час метою братства було надавати допомогу та займатися просвітою. Його почесними членами були протоієрей військового та морського духовенства A. A. Желобовській і особистий почесний громадянин м. Миколаєва Л. Ф. Донський.

## Склад братства
Всіма справами братства керувала рада з 10 чоловік, обрана загальними зборами всіх членів. До кінця 1908 року в братерстві нараховувалося:
- почесних членів — 128
- дійсних — 86
- членів-змагателів — 27.

## Допомога братства
Братство надавало нужденним посильну матеріальну допомогу у вигляді грошових допомог. Згадана вище просвітницька робота включала бесіди, лекції, читання. Їх теми були звичайними для суспільства того періоду: релігія і віра, служба царю й Батьківщині. Прикладами служили біографії видатних полководців. Не забували улаштовувачі і про відомих письменників Росії. Бажаючі додатково отримувати знання могли читати газети і журнали в спеціальному приміщенні на 30 місць.

## М.Ф.Малявінський
Полковий священик М. Ф. Малявінскій сам складав тексти для своїх лекцій і бесід. З «Картотеки персоналій …» і даних архівів відомо, що він походив із династії священиків: його батько служив на посаді священика в Свято-Нікольському храмі с. Новоіванівка Херсонського повіту. Отець Михайло закінчив Санкт-Петербурзьку духову семінарію і 15 травня 1888 був висвячений архієпископом Херсонським і Одеським Никанором в сан священика з призначенням на посаду завідувача та законовчителя церковно-парафіяльної школи в с. Федварь Олександрійського повіту Херсонської губернії. Вже через рік після призначення отець Михайло служить у посаді Богоявленскім, пізніше — в Цвинтарній церкві м. Миколаєва (з 1892 р.). У 1896 році, згідно з проханням, поданим протопресвітером військового та морського духовенства, прийнятий на службу з військово-морському відомства і переміщений на вакансію священика церкви 58-го пішого Прагського полку. Точна дата призначення — 20 жовтня 1897 року. У 1899 році його призначають законовчителем Ломоносовського у рідному училищі м. Миколаєва (будівля ця збереглася нині на території гуманітарному університету ім. П. Могили. 4 августа 1910 отець Михайло Малявінскій був переміщений на вакантне місце третього священика Адміралтейського собору. Службу поєднував з викладацькою роботою. У походах і битвах проти японців брав участь з 1904 року 30 вересня по 1906 рік 11 квітня. Між містами Мукденом і Тіеліном в Манчжуріі контужений в голову і поранений в обидва коліна 1905 року 25 лютого.
Отець Михайло був одружений з дочкою священика, Євдокією Олександрівною Писаренко. Його діти: Володимир (1889 р. нар.) Працював лікарем у лікарні графа Шереметьєва в Московській губернії; Олександр (1896 р. нар.) Навчався в I Московському кадетському корпусі; донька Олександра (1891 р. нар. .) отримала знання на Московських вищих історико-філологічних курсах, Ольга (1898 р. нар.) — навчалася в Одеському інституті шляхетних дівчат.

## Нагороди М.Ф.Малявінського
Був нагороджений:
- набедреником в 1894 році — «за добру дбайливість про церковно-приходській школі»;
- СКУФ в 1900 році — «за відмінностаранне і ревне виконання пастирських обов'язків»;
- серебряною медаллю на Олександрівській стрічці в пам'ять царювання імператора Олександра III — у 1896 році. Особливо були відзначені також військові заслуги священика Ма-лявінского: «за відмінно-старанну службу» нагороджений камилавки (1905 рік);
- «за відміну у справах проти японців» — золотим наперсним хрестом на Георгіївській стрічці з кабінету імператора (1905 рік);
- "за самовіддану пастирську діяльність під час минулої російсько-японської війни "- орденом Св. Володимира 4-го ступеня з мечами і бантом.
- у 1907 році отець Михайло отримав срібну медаль на подвійний — Володимирської та Олександрівської — стрічці за старанність у справі розвитку церковного шкільництва;
- у 1909 році — світло-бронзову медаль в пам'ять про російсько-японській війні;
- у 1913 році — медаль на честь 300 — річчя Будинку Романових.